# Aneurhynchus ruficornis
Aneurhynchus ruficornis är en stekelart som beskrevs av Thomson 1858. Aneurhynchus ruficornis ingår i släktet Aneurhynchus, och familjen hyllhornsteklar. Arten är reproducerande i Sverige.